# Hetefejércse
Hetefejércse là một thị trấn thuộc hạt Szabolcs-Szatmár-Bereg, Hungary. Thị trấn này có diện tích 15,45 km², dân số năm 2010 là 288 người, mật độ 19 người/km².